# Церетели (княжеский род)
Церете́ли (груз. წერეთელი) — грузинский княжеский род.
По грузинским летописным источникам, род Церетели происходит из Восточной Грузии из заброшенных сегодня горных деревень Верхний Церети и Нижний Церети (Патара-Церети и Диди-Церети) в окрестностях города Гори. Со временем большинство представителей семьи переселились в Западную Грузию, в частности, в  Имеретию.
Согласно же собственной родословной князей Церетели, их предки были христианскими старейшинами на Северном Кавказе: (в Дагестане, или в Осетии (наиболее вероятно), или в Черкесии), но вынуждены были бежать в Грузию в результате нашествия Тамерлана в 1395 году. 
Царь Грузии Константин I присвоил им достоинство князей (тавади). Церетели владели вотчиной в Верхней Имеретии, называемой Сатсеретло (საწერეთლო; «Церетели»), где их резиденцией была крепость Модинахе, и, в конечном итоге, превратилась в одно из наиболее значительных аристократических семейств в крае. В дальнейшем, две ветви рода проживали в Сачхере и Схвитори. Князьям Церетели принадлежал ряд крепостей, они также были наследственными патронами монастыря Джручи. После распада Грузинского царства, князья Церетели оказались подданными Имеретинских царей. 
Одна ветвь рода Церетели выехала в Россию в 1724 году с грузинскими царями Вахтангом VI и Бакаром III; члены её именовались князьями Церетелевыми или Цертелевыми. Другая часть рода осталась в Имеретии. 
Князь Давид Церетели, сын князя Зураба, женился в 1736 году на сестре царя имеретинского Александра V Багратиони. В 1782 году князь Папуна Церетели был главнокомандующим войсками царя Имеретии Соломона II и помог ему одержать победу над его двоюродным братом, Давидом. 
В 1810 году князь Зураб Кайхосрович Церетели содействовал окончательному присоединению Имеретии к России; дочь его, княжна Кетеван, была замужем за царевичем грузинским Иоанном Георгиевичем, сыном последнего грузинского царя Георгия XII. 
Кроме княжеской, у семьи Церетели имелась нетитулованная дворянская ветвь, также проживавшая в Имеретии. К ней принадлежал, в частности, известный меньшевик Ираклий Георгиевич Церетели (1881—1959).